# Heinkel He 46

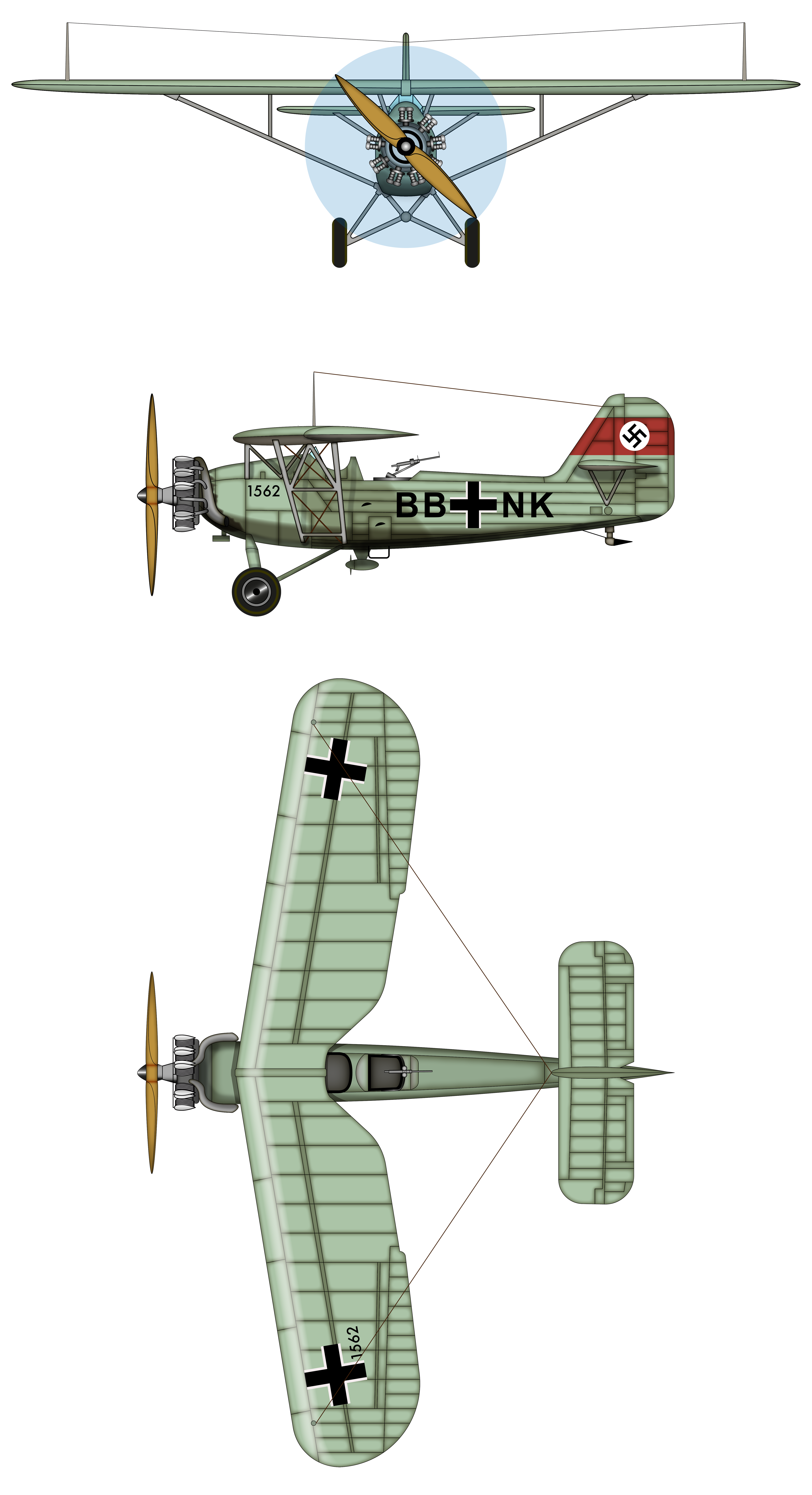
Схематичне зображення літака Heinkel He 46

«Гейнкель» He 46 (нім. Heinkel He 46) — німецький багатоцільовий одномоторний літак зв'язку та підтримки взаємодії з сухопутними військами часів Другої світової війни. Літак розроблявся компанією Heinkel паралельно з Hе 45, призначеним для озброєння ескадрилей дальньої повітряної розвідки. У серію він пішов у 1933 році під позначенням He 46с, оснащений двигуном SAM-22B. У 1935 році Болгарія та Угорщина замовили партію літаків He 46 для своїх Повітряних сил, формування яких почалося з порушенням Версальського договору. Німеччина поставила у 1936 році 18 літаків He 46eBu до Болгарії та 36 літаків He 46eUn до Угорщини.

## Історія
На початку 1930-х років німецька армія почала нарощувати свою міць. Рейхсміністерство авіації Німеччини потребувало літаків, які можна було б швидко будувати, і які могли б поповнити арсенал Люфтваффе, одночасно задовольняючи велику потребу у літаках для тренувань. Ернст Гайнкель спроектував багато з цих ранніх літаків. Наприклад, He 46 був створений для виконання завдань ближньої розвідки та підтримки взаємодії тактичної авіації з сухопутними військами вермахту.
За проектом 1931 року He 46 був двомісним сесквіпланом змішаної конструкції. Верхнє крило було відхилене назад на 10°. Це поширений прийом, коли зміна конструкції літака зміщує центр тяжіння назад; замість того, щоб переміщати все крило назад, щоб компенсувати зміщення, простіше трохи нахилити крила назад, що вимагає дуже незначних змін в базовій конструкції або навіть в загальній структурі крила. Хвостове оперення було встановлене високо і укріплене розкосами. Ходова частина була нерухомою, а хвіст був оснащений полозом, а не колесом. Прототип He 46 вперше піднявся в повітря у квітні 1931 року; його льотні характеристики були хорошими, але в конструкцію були внесені зміни. Невелике нижнє крило було видалено, а основний планер був збільшений в площі на 22 % і прикріплений до фюзеляжу, перетворивши He 46 на моноплан з парасольковим крилом. На другому прототипі був встановлений більш потужний двигун, а на третьому — один 7,92-мм кулемет MG-15 на задньому сидінні.
Прийнята 1 січня 1934 року програма будівництва Люфтваффе передбачала поставку до 30 вересня 1935 року 270 Не 46. «Гейнкель флюгцойгверке» випустила 200 літаків, за винятком дослідних. Додаткові контракти були розміщені на інших концернах, які протягом 1935-36 рр. випускали Не 46 за ліцензією. Основний виробник — «Зібель флюгцойгверке» в Галле випустила 159 машин, «Мюленбау унд індустріє АГ» (МІАГ) випустила 83 літаки, «Фізелер» — 12 і «Гота» — 24.
Незабаром після початку Громадянської війни в Іспанії націоналісти запросили двадцять Не 46c, поставлених у вересні 1936 року. Іспанцям не дуже сподобався літак, що «страждав» від значної вібрації під час польоту. Проте, з них сформували «групо» 3-G-11 на базах в Авіла і Леоні у складі трьох ескадрилій. Іспанці називали Не 46c «Індичкою» (Пава). Ця «групо» спочатку діяла в районі Сарагоси, брала участь у битві при Брунете і на Ебро, але в серпні 1938 року літаки були передані в школу повітряних спостерігачів у Малазі.
У 1937 році Не 46с були на озброєнні 18 із 24 ескадрилей ближньої розвідки Люфтваффе. У бойових частинах було 162 літаки, решта — у льотних школах. Кожна з груп Aufkl.Gr.(H)/111, 112, 113, 113, 114, 115 і 212 мала три ескадрильї з Не 46c. З початком поставок Hs 126a-1 розвідники «Гейнкеля» стали зніматися з озброєння. До початку війни Не 46с залишалися на озброєнні п'яти ескадрилей: 4.(H)/12 у 2-му повітряному флоті, 2. і 4.(H)/23 у 3-му повітряному флоті, 2. і 4.(H)/31 у 4-му повітряному флоті. Дві останні ескадрильї взяли участь у швидкоплинній кампанії проти Польщі. По кількох ескадрильях також було розкидано невелику кількість He 46. До початку вторгнення до Франції Hs 126 практично повністю замінили He 46c у стройових частинах, хоча вісім літаків було ще в складі розвідувальної ескадрильї «Оберост».
До початку операції «Барбаросса» в червні 1941 року всі німецькі ескадрильї ближньої розвідки, які брали участь у нападі на Радянський Союз, були озброєні Hs 126. Угорський корпус на південному фланзі фронту мав у своєму складі одну ескадрилью з Не 46, але вони не брали участі в бою. Влітку 1942 року до Радянського Союзу було направлено 312-ту ескадрилью ближньої розвідки з 12 Не 46еUn, які виконували завдання з бомбардування.

## Модифікації
- He 46a — перший прототип літака з радіальним двигуном Siemens-Jupiter
- He 46b — другий прототип літака з двигуном BMW-Bramo
- He 46c — третій прототип літака, оснащений двигуном Bramo 322В потужністю 650 к. с., кулеметом MG-15 на верхній турелі; у відсіку підвіска до 10 кг бомб
- He 46C-1 — перша серійна версія літака
- He 46C-2 — експортна версія He 46C-1 на замовлення Болгарії, оснащена обтічниками двигунів NACA. Побудовано 18 літаків.
- He 46D-0 — неозброєний варіант, який використовувався для демонстраційних польотів у складі Німецької авіаспортивної асоціації. Виготовлено 6 літаків.
- He 46E-1
- He 46E-2
- He 46E-3
- He 46F-1
- He 46F-2

## Країни-оператори
Третє Болгарське царство
- Повітряні сили Болгарії

 Іспанська республіка
- Націоналістичні ПС Іспанії

 Третій Рейх
- Люфтваффе

 Королівство Угорщини (1920–46)
- Королівські повітряні сили Угорщини

## Літаки, схожі за ТТХ та часом застосування
| - Westland Lysander - IMAM Ro.63 - Henschel Hs 126 - Siebel Si 201 - RWD-14 Czapla | - LWS-3 Mewa - Lublin R-XIII - По-2 - Р-5 - IAR 37 | - Douglas O-43 - Stinson L-1 Vigilant - Aeronca L-3 - Taylorcraft L-2 - North American O-47 | - Repülőgépgyár Levente II - ANF Les Mureaux 113 - Caudron Simoun - Kokusai Ki-76 |